# Даллия
Даллия, или обыкновенная даллия, или чёрная рыба (лат. Dallia pectoralis) — вид лучепёрых рыб семейства щуковых. Широко распространены в водоёмах Чукотки и Аляски.

## Описание
Спинной и анальный плавники сдвинуты к хвостовой части тела. В спинном плавнике 10—16 мягких лучей, а в анальном плавнике 11—16 мягких лучей. Грудные плавники очень большие с 30—38 лучами, в брюшных плавниках три луча. Хвостовой плавник закруглённый. Боковая линия зачаточная, чешуйки мелкие, погружены в кожу.
Достигают длины 33 см, обычно около 11 см. Максимальная масса тела 366 г.
Тело чёрно-коричневое. Спинной, хвостовой и анальный плавники окаймлены тонкой оранжевой полосой, которая становится красной в период нереста. Самцы ярче, крупнее самок

## Распространение
Водоёмы Чукотки; а также на Аляске.

## Образ жизни
Обитают в небольших речках, озёрах и болотах; в период размножения перемещаются по ручьям. На зиму закапывается в ил и часто вмерзает в лёд, долгое время оставаясь живой, но всё же в значительном количестве гибнет.

### Размножение
На Чукотке впервые созревают в возрасте 3—4 года при длине тела 6—7 см, на Аляске самки достигают половой зрелости при длине 80 мм. Нерестятся с мая до августа. В течение нерестового периода самка вымётывает несколько порций икры с определёнными интервалами. Плодовитость варьируется от 40 до 300 икринок в зависимости от размера самок. Икра клейкая, прикрепляется к водной растительности. Продолжительность инкубационного периода при 12°С составляет 5 дней. Длина вылупившихся предличинок 6 мм. Желточный мешок рассасывается примерно через 10 дней.

### Питание
Даллии питаются преимущественно водными беспозвоночными. Основу рациона составляют ракушковые, ветвистоусые раки и личинки двукрылых. Также в желудках встречаются брюхоногие, веслоногие ракообразные, личинки ручейников, черви и водоросли. В реках Бристольского залива существенную роль в питании крупных особей даллий играют молодь собственного вида и щуки. 